# À nos souvenirs
À nos souvenirs est une chanson du groupe Trois Cafés Gourmands sortie en 2017.
Il s'agit d'une chanson nostalgique, qui évoque et glorifie la Corrèze, département du Sud-Ouest de la France.
Après avoir connu un succès local et régional, À nos souvenirs voit sa popularité exploser à partir de 2018, six ans après sa création, à la faveur d'une importante diffusion radio, et contribue à la notoriété de son groupe. Elle est l'un des principaux succès musicaux de l'année 2018 en France.

## Thèmes
À nos souvenirs est un hymne au département de la Corrèze. La chanson évoque l'attachement à la terre natale, du point de vue du déraciné, contraint de l'avoir quittée pour Paris. Le propos s'adresse explicitement à un enfant, le « petit Lucas ».
Les couplets sont jalonnés de référence à l'enfance et à la jeunesse passées en Corrèze (il est ainsi fait mention de proches disparus, des « yeux de nos grands-mères » et de « la voix de nos grands-pères »).
Les paroles font plusieurs fois allusion à des éléments précisément corréziens :
- en citant explicitement le département : « belle Corrèze charnelle » ; « j'ai la Corrèze en cathéter » ;
- en mentionnant la tradition d'élevage : « acheter des tableaux, et des vaches en photo » ;
- en évoquant Clody Musette, un accordéoniste de bal musette natif de Meilhards, attaché à la marque d'instruments Maugein, établie à Tulle, et décédé en 2024[3],[4] ;
- en évoquant un élément incontournable des horizons paysagers corréziens : « vue sur les Monédières », un petit massif rendu célèbre par un autre air corrézien, Bruyères corréziennes ;
- en faisant référence à une coutume rurale du Midi de la France, « un dernier chabròl », qui consiste à terminer son assiette de soupe en y versant du vin rouge[5].

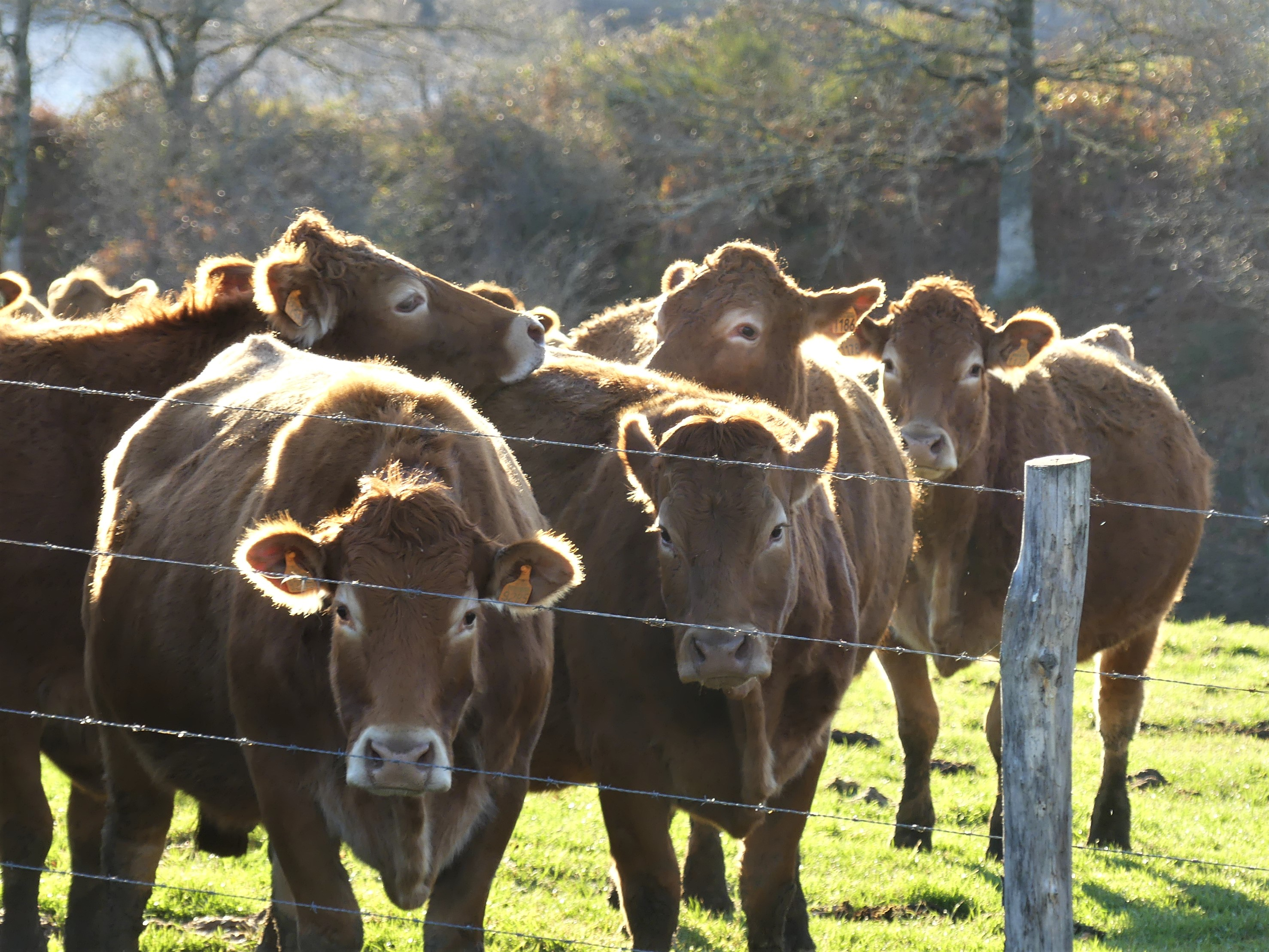
Vaches limousines (ici à Viam)
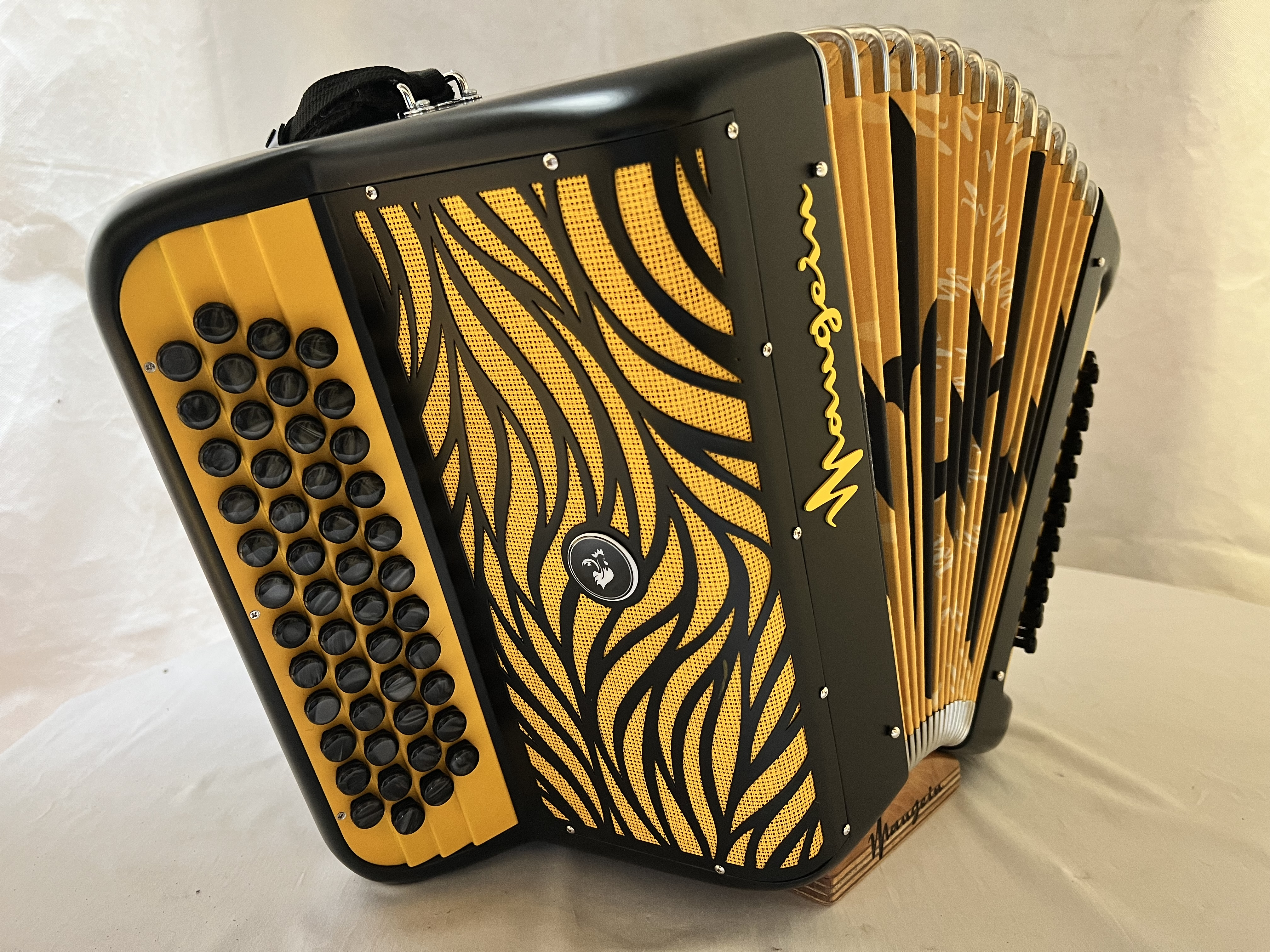
Un accordéon Maugein
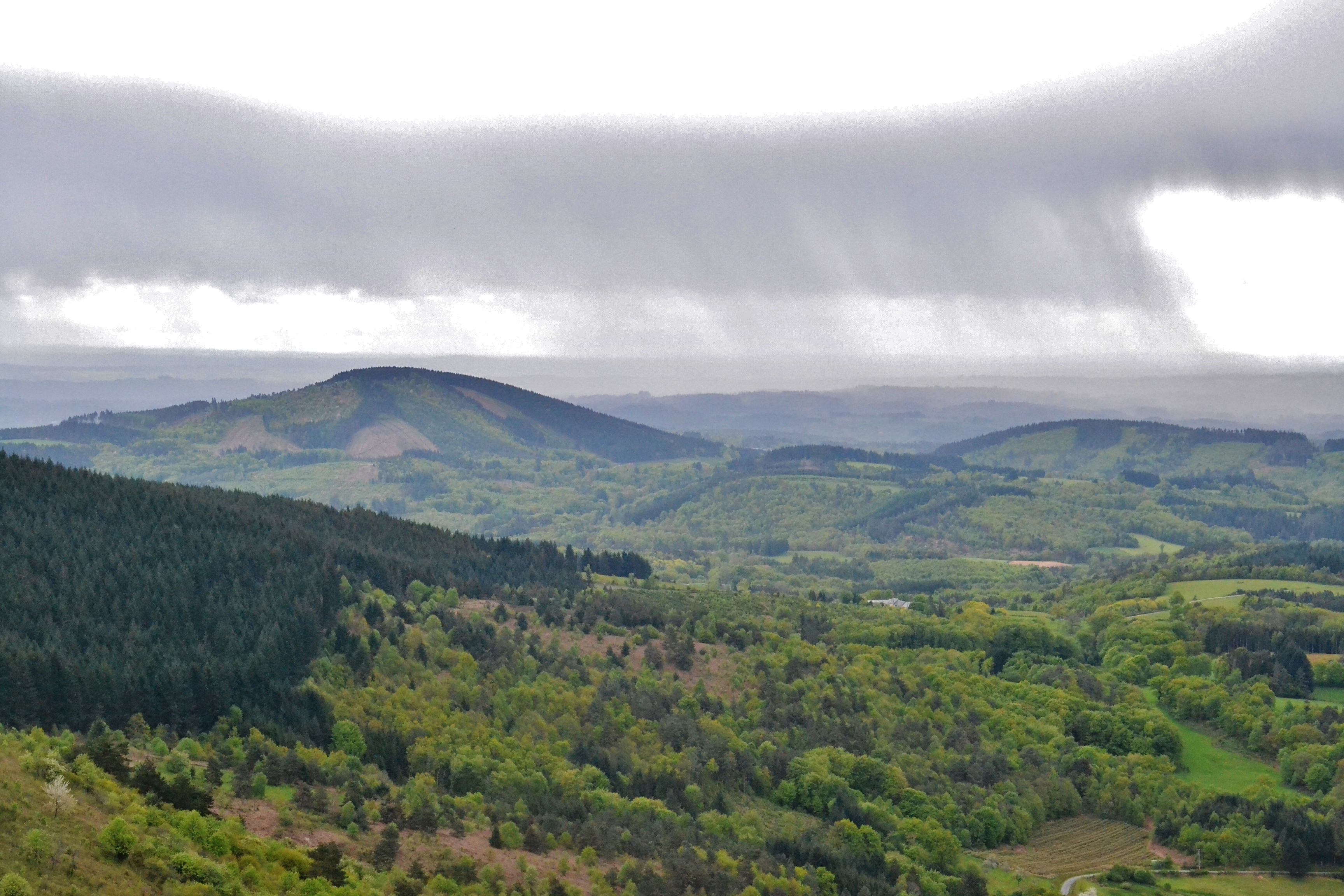
Les Monédières
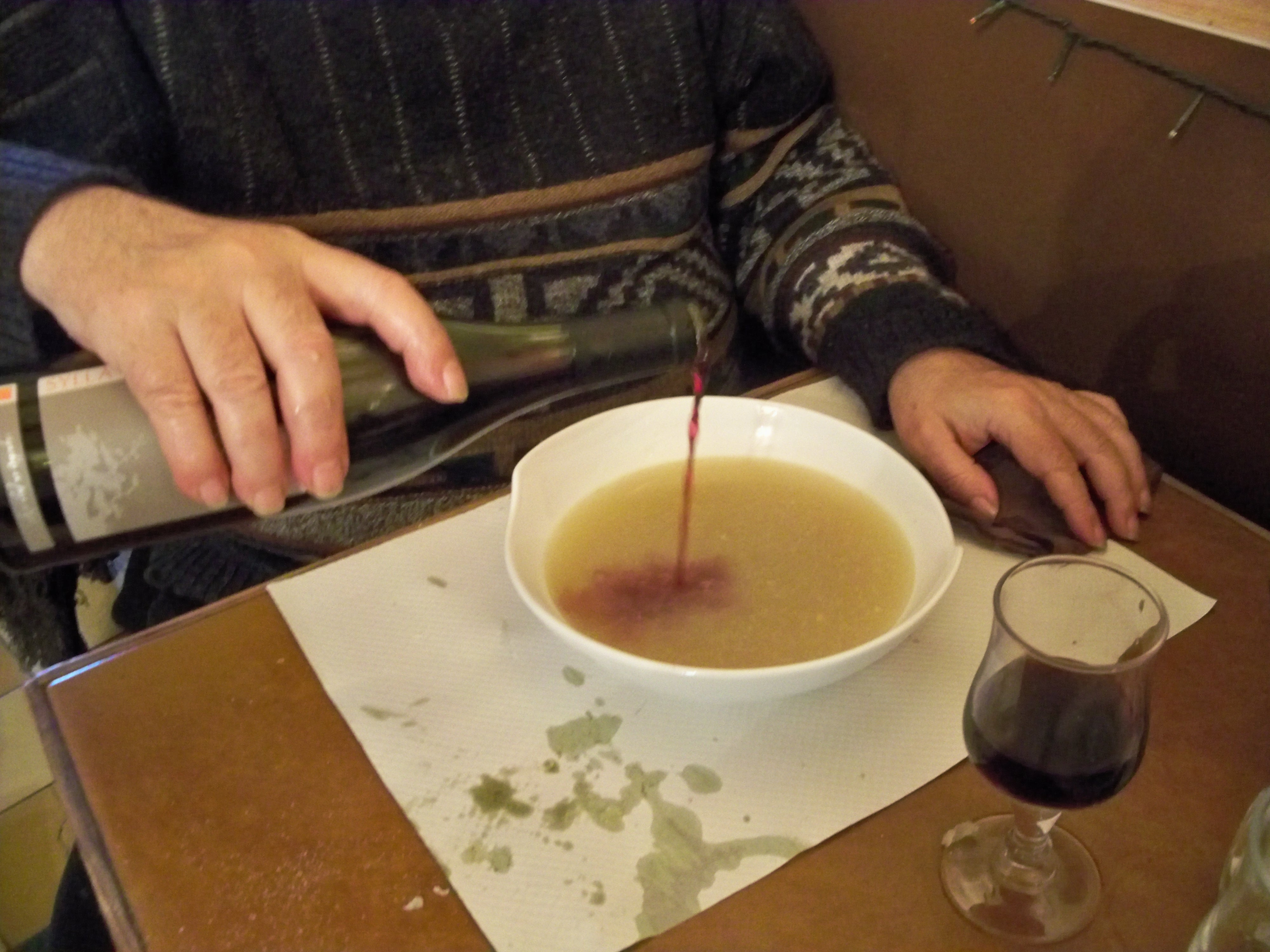
Faire chabrol

## Histoire de la chanson

### Genèse
En 2012, Sébastien Gourseyrol écrit sa première composition, dans un train, pour un repas de famille, le baptême de Lucas, : cette chanson s'appelle À nos souvenirs, en souvenir de ses années d’enfance en Corrèze.
Cette chanson défend tout d'abord l'amour et la famille, ainsi qu'un attachement à une terre natale : la Corrèze. Avec un air de guitare, la chanson se joue loin du département corrézien.

### D'abord un succès sur scène
En 2013, le groupe Trois Cafés Gourmands, se forme. En 2014, la chanson fait l'objet d'un premier enregistrement sur un CD autoproduit Des’illusions à l’Aube,, avec uniquement les trois membres du groupe et deux guitares. Le titre est ensuite interprété sur scène par le groupe pendant plusieurs années, et il profite d'un « bouche à oreille » important dans les festivals d'été du Sud-Ouest de la France auxquels le groupe participe.

### Un succès national retardé
La chanson est ensuite réenregistrée avec plus de musiciens et des arrangements plus complets. Dès que le groupe signe avec un label en juin 2018, la chanson va profiter d'une diffusion nationale. Diffusée par des radios d'envergure nationale — voire internationale —, la chanson est massivement médiatisée et parvient à entrer dans le Top 50 français le 15 septembre 2018 à la 39ème place avant d'atteindre la 7ème place du classement le 5 janvier 2019.

### Floutage des deux anciens membres
À la suite de leur exclusion du groupe, Sébastien Bugeaud et Nicolas Ferreira, les deux anciens musiciens ont exigé par l'intermédiaire de leurs avocats, que leur visage respectif soit entièrement flouté dans le clip. Le groupe a donc été contraint de procéder au floutage au cours du mois de juillet 2019. Depuis, il semblerait qu'un arrangement entre les parties ait été trouvé car le floutage a été retiré.

## Clip

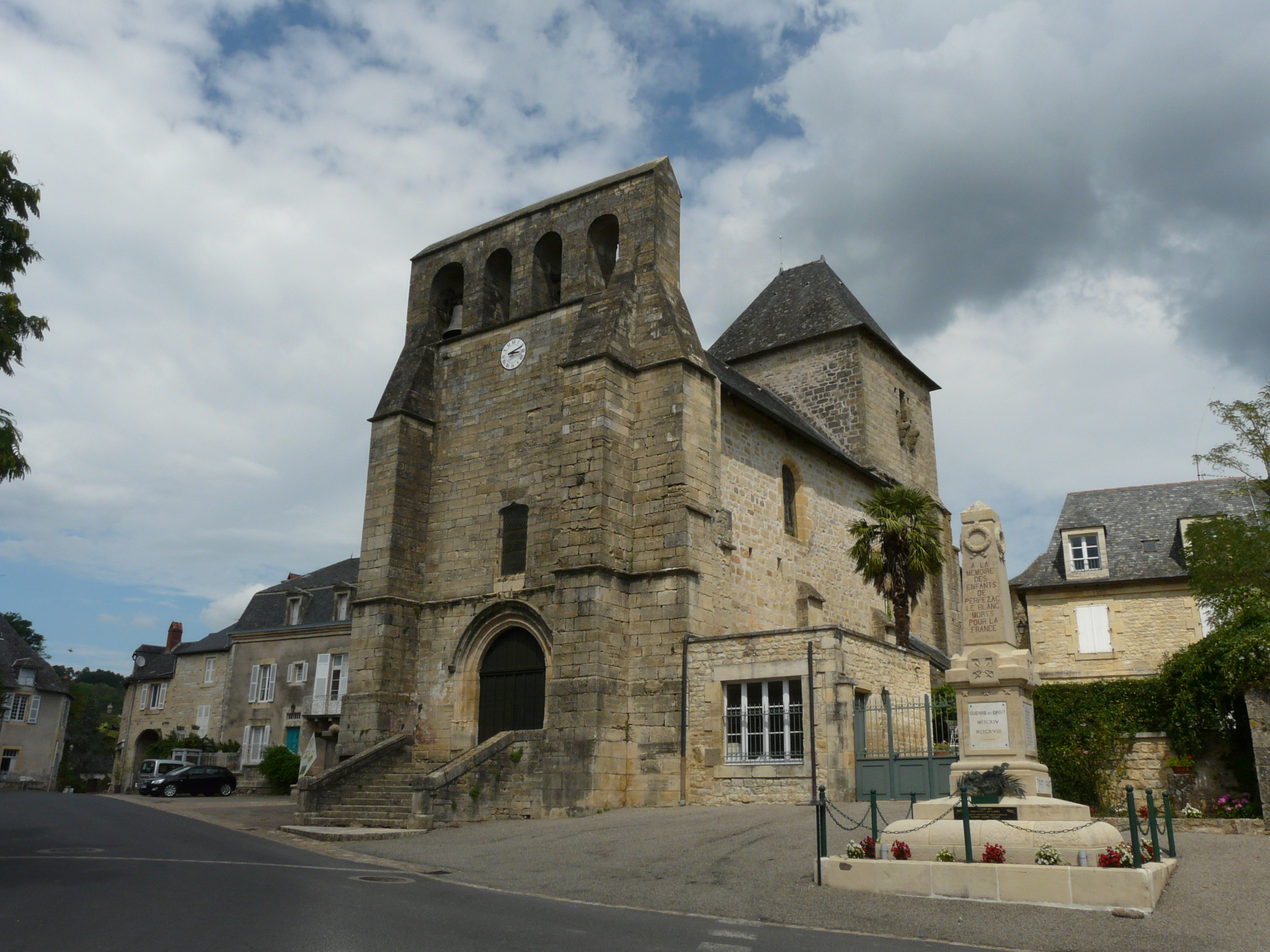
Le clip est en partie réalisé dans le bourg de Perpezac-le-Blanc.

Le vidéoclip est en partie tourné à Perpezac-le-Blanc, commune de l'ouest de la Corrèze.
Sorti en juillet 2017, il totalise plus de 278 millions de vues en juillet 2024.

## Impact

### Critique
Dans le journal Le Monde, Laurent Carpentier analyse a posteriori le succès de la chanson, sortie à l'échelle nationale à l'été 2018, comme un signe avant-coureur du Mouvement des Gilets jaunes, qui éclate à l'automne. Le tube est alors présenté comme un « hymne à la France des campagnes, celle de Jean-Pierre Pernaut et des espaces culturels Leclerc, des oubliés de la croissance, des kilomètres à parcourir pour rallier son lieu de travail, et des "marchés paysans" ».
La revue Esprit établit une analyse comparable, soulignant l'ambivalence d'une chanson à la fois entraînante et « tragique », véhiculant un « désespoir profond ». Et voit dans le succès national d'une chanson a priori régionale et la glorification de la Corrèze, département pourvoyeur de deux récents présidents (Jacques Chirac et François Hollande), la « métaphore d'une France rurale qui se sent abandonnée du reste du pays ».
Libération juge la chanson « épaisse en bons sentiments », et la qualifie d'« ode à la nostalgie et à l'attachement à ses racines ».

### Reprises

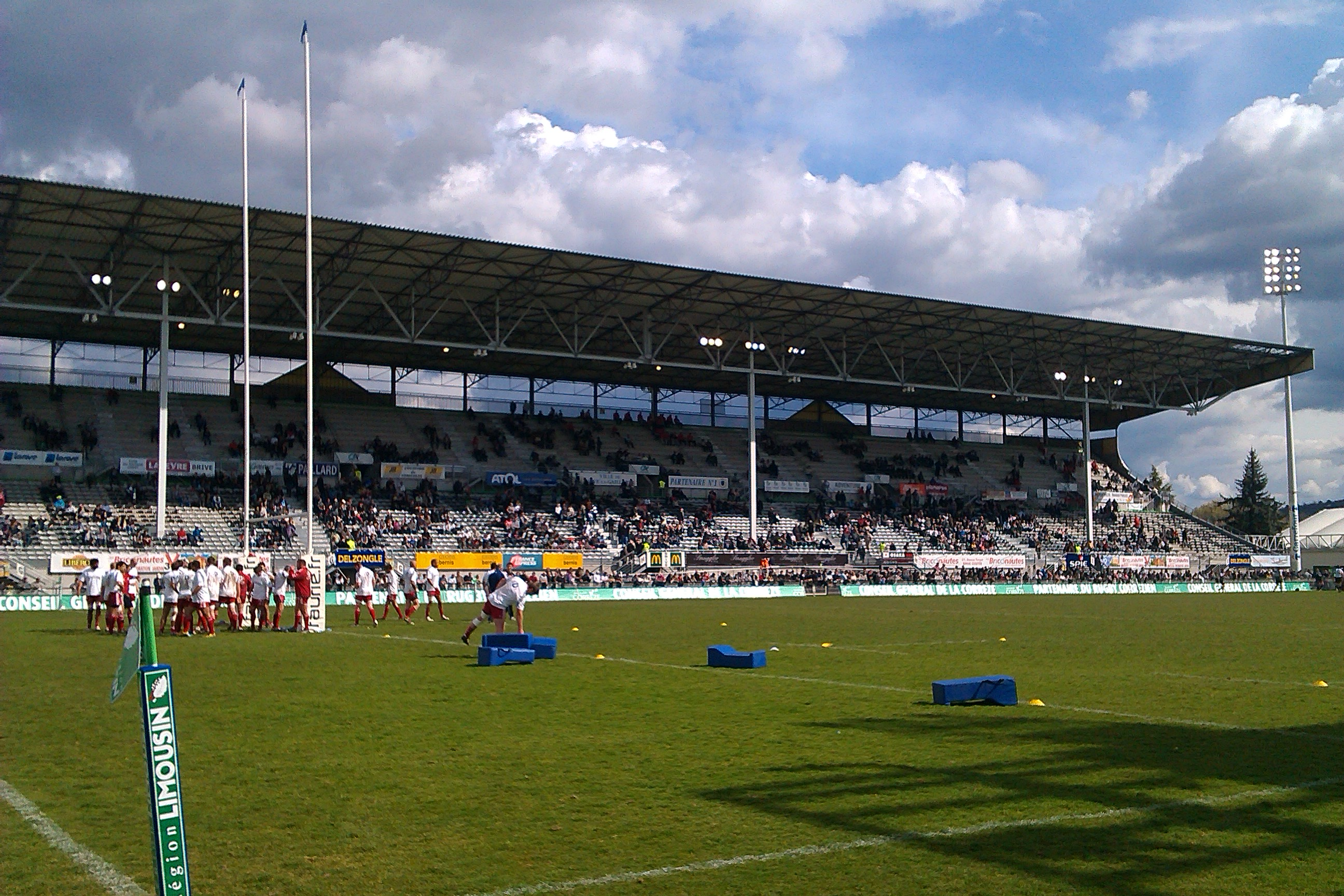
À nos souvenirs devient un hymne du club de rugby à XV de Brive, lors des matches au stade Amédée-Domenech.

L'air est entonné par les supporters du club de rugby à XV de Brive-la-Gaillarde, le CABCL, et fait figure d'hymne du club ; dès 2017, il y remplace Les Sardines de Patrick Sébastien, après que le groupe ait chanté sur la pelouse du stade Amédée-Domenech à la mi-temps du match Brive-Bayonne du 5 novembre 2016. Ce statut est confirmé dans les années qui suivent.

### Détournements
Preuve de sa popularité, la chanson fait l'objet de plusieurs parodies et détournements.
À l'automne 2018, elle est largement récupérée par une partie du mouvement des Gilets jaunes, en écho à la défense de la ruralité et des territoires à l'écart des lieux de décision que dépeignent les paroles.
En janvier 2019, la commune du Quillio (Côtes-d'Armor) publie une adaptation de la chanson, dont la municipalité et des habitants ont modifié les paroles pour promouvoir leur localité et accueillir de nouveaux résidents.
En 2019, le groupe corse Les Zinzins reprend de manière parodique les paroles de la chanson pour les adapter à la Corse.
Début 2023, les humoristes du Palmashow, Grégoire Ludig et David Marsais, s'associent à Laura Felpin pour réaliser une parodie de la chanson, se grimant de manière à ressembler aux artistes de la chanson originale et se renommant Trois Cafés Sans Filtre. La chanson dépeint de façon grivoise et moqueuse les mœurs supposées rétrogrades, racistes et sexistes des habitants de la campagne.

## Classements hebdomadaires
| Pays (2018)                  | Meilleure position | Certification |
| ---------------------------- | ------------------ | ------------- |
| France (SNEP Téléchargement) | 2                  | Diamant       |

La chanson se classe au 13e rang des ventes de single pour l'année 2018 en France, et finit 6e l'année suivante. Le titre demeure 33 semaines dans le top 10 des ventes de singles, ce qui constitue alors le 5e meilleur résultat (depuis rétrogradé au 7e rang).
Elle figure parmi les performances réalisées lors des NRJ Music Awards 2019